# Euphoresia murina
Euphoresia murina är en skalbaggsart som beskrevs av Gyllenhall 1817. Euphoresia murina ingår i släktet Euphoresia och familjen Melolonthidae. Inga underarter finns listade i Catalogue of Life.